# Hotelmysterierne
Hotelmysterierne også vist som Hotelrotterne er en dansk stumfilm fra 1911 produceret af Nordisk Films Kompagni med Einar Zangenberg i hovedrollen som Sherlock Holmes. Filmens instruktør er ukendt. 
Filmen er delvist tabt, men enkelte fragmenter er bevaret.
Filmen blev distribueret i England og i Tyskland.

## Handling
En tyvebande med navnet "Hotelrotterne" plager byens hoteller, men det har ikke været muligt at fange bandens medlemmer. En hotelvært, hvor banden har været forbi, beslutter at kontakte Sherlock Holmes for at få st en stopper for bandens hærgen. 
Det lykkedes den snedige Sherlock Holmes at lokke forbryderne ud på en båd, hvor de går i vandet, og banden kan uskadeliggøres.

## Medvirkende
- Einar Zangenberg - som Sherlock Holmes
- H.C. Nielsen - som Skurken
- Holger Pedersen
- Carl Schenstrøm